# Crézancy
Crézancy är en kommun i departementet Aisne i regionen Hauts-de-France i norra Frankrike. Kommunen ligger  i kantonen Condé-en-Brie som ligger i arrondissementet Château-Thierry. År 2022 hade Crézancy 1 193 invånare.

## Befolkningsutveckling
Antalet invånare i kommunen Crézancy
Referens: INSEE